# Nuruddin Farah

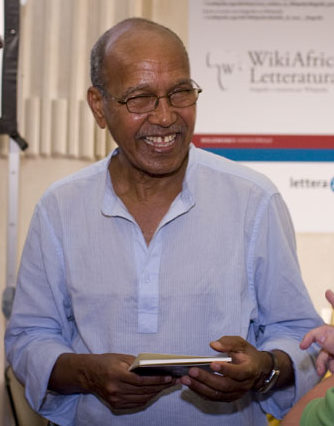
Nuruddin Farah

Nuruddin Farah (Baidoa, 24 november 1945) is een Somalische schrijver, die tijdens de dictatuur van generaal Barre in ballingschap ging en sindsdien over de hele wereld heeft gezworven. In 1996 is hij naar Somalië teruggekeerd.

## Biografie
Nuruddin Farah werd geboren in 1945 in Baidoa, dat destijds onderdeel was van Italiaans-Somaliland en stamt uit een familie van dichters. 
Hij ging naar school in Kallafo in de Ogaden, in het grensgebied met Ethiopië, dat door Somaliërs werd bevolkt. Toen de Engelsen uit dit gebied vertrokken, brak er een oorlog uit met Ethiopië en vluchtte Farahs familie naar Mogadishu. Hier leerde hij vijf talen spreken: Somalisch, Amhaars, Engels, Italiaans en Arabisch. Aan de universiteit van Chandigargh in India studeerde Farah filosofie en literatuur en schreef hij zijn eerste romans. Twintig jaar lang leefde hij daarna een nomadisch bestaan, pendelend tussen diverse Afrikaanse landen, het Midden-Oosten, Europa en de Verenigde Staten. Hij doceerde o.a. in Londen, Rome en Beiroet. Tussen 1969 en 1972 hielp Farah mee met het omzetten van de Somalische taal in het Latijnse alfabet.Daarvoor bestond het Somalische idioom alleen uit gesproken taal. Farah wordt beschouwd als een van de belangrijkste schrijvers van Afrika, hij schrijft in het Engels en zijn werk is in een tiental talen vertaald.

## Werk
Farah werkt gemiddeld 18 uur per dag aan een roman, begint bij het begin en gaat door zonder te stoppen. Daarna laat hij het ontwerp een aantal maanden liggen en herschrijft het vanuit zijn geheugen vier of vijf keer. Zijn personages zijn vrijwillige emigranten uit Somalië en geen vluchtelingen, die hun weg weten te vinden in een nieuwe maatschappij en die terugkeren, omdat zij  iets voor hun land willen doen. Door hun terugkeer kan Farah een historische laag toevoegen, want de personages schakelen tussen heden en verleden. Farah heeft ook talrijke artikelen en essays geschreven, waarin hij zijn radicale standpunten op een polemische wijze verwoordt. In 1998 kreeg hij de Neustadt International Prize for Literature.

## Selectie van werken
Farah is een schrijver van trilogieën. Hij heeft er tot nu toe drie geschreven. From a crooked rib is het verslag van de ervaringen van het meisje Ebia, dat van het platteland vlucht naar Mogadishu, daar trouwt met een intellectueel, maar het huwelijk mislukt. Het verhaal wordt verteld vanuit het standpunt van de vrouw en kan worden gezien als verzet tegen seksisme. Gifts speelt in Mogadishu voor het uitbreken van de Somalische oorlog in 1991. De personages zijn ondanks de slechte leefomstandigheden redelijk gelukkig en bedenken duizend manieren om aan voedsel te komen.Het is geen verhaal van zelfmedelijden, maar van hoop, dromen en verlangen naar waardigheid. Maps is een roman, die bij gebrek aan kaarten van de regio met al zijn opsplitsingen, stammentwisten en oorlogen dient als alternatieve kaart. Het motief van de kaart komt dan ook vaak terug.Een kaart geeft zekerheid, maar mensen gaan uiteindelijk af op hun gevoelens en verlangens. Het verhaal van Askar en Misra is een liefdesgeschiedenis, Bildungsroman en geschiedschrijving ineen. Het wil de kaarten tegenwicht bieden. De lezer wordt meegesleurd in een stroom van verhalen, dromen, symboliek, sprookjes, korancitaten, postkoloniale uiteenzettingen, de linguïstiek van Oost-Afrika, waarbij de realistische vertelling overgaat in een parabel en de parabel in het vertelde heden. Links is geschreven in een meer westerse stijl, waarbij het kleine deel van de vrouwenstemmen een terugkerend thema is in zijn gehele werk. 

## Nederlandse vertalingen
- Zoete melk, zure melk, 1988, Wereldvenster, (Sweet and sour milk)
- De patriarch en de generaal, 1990, Ambo, (Close Sesame)
- Sardientje spelen, 1991, Wereldvenster, (Sardines)
- Gaven, 2000, De Geus, (Secrets)
- Kaarten, 2001, De Geus, (Maps)
- Geheimen, 2001, De Geus (Secrets)
- Terug naar Mogadishu, 2011, De Geus, (Back to Mogadishu)